# Thrinax parviflora
Espèce
Thrinax parviflora est une espèce de plantes de la famille des palmiers.

## Liste des espèces et sous-espèces
Selon World Checklist of Selected Plant Families (WCSP) (6 août 2010) :
- - sous-espèce Thrinax parviflora subsp. parviflora
  - sous-espèce Thrinax parviflora subsp. puberula Read (1975)